# Perlsee

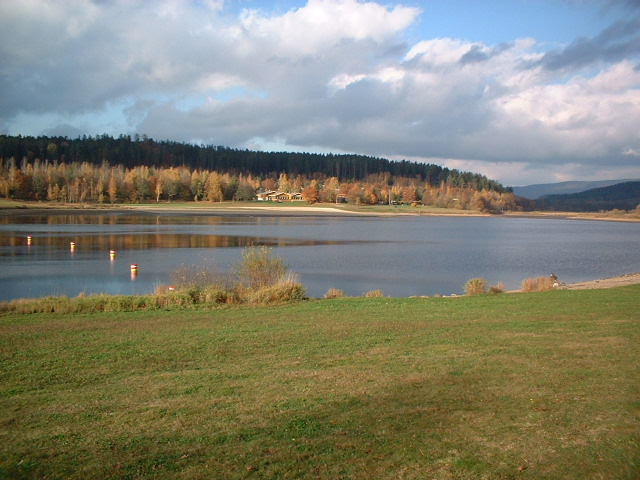
Blick Richtung Perlseewirtschaft und Badestrand

Der Perlsee ist ein im Jahr 1962 angelegter Stausee bei Waldmünchen im Landkreis Cham im Oberpfälzer Wald.

## Beschreibung
Der Zweck des Speichers ist Hochwasserschutz, Energieerzeugung mit einer Wasserkraftanlage von 115 kW Leistung, sowie Freizeit und Erholung. Der Stausee befindet sich am Oberlauf der Böhmischen Schwarzach, einem Zufluss der Naab. Seine Wasserfläche ist ca. 21 Hektar groß. Er wird von einem 580 m langen Erddamm aufgestaut. Er wird vom Wasserwirtschaftsamt Regensburg betrieben. In der näheren Umgebung des Perlsees liegen noch zwei weitere Stauseen: der Silbersee bei Treffelstein und der Eixendorfer See zwischen Neunburg vorm Wald und Rötz.

## Freizeitmöglichkeiten
Der Perlsee ist ein beliebtes Ausflugs- und Naherholungsziel. Es gibt am See einen Badestrand mit Liegewiese, Sanitäranlagen, einen Campingplatz, ein Seerestaurant, eine Minigolfanlage, einen Beachvolleyballplatz, Möglichkeiten zum Wassersport (Tretbootfahren, Rudern, Windsurfen und Segeln) und zum Angeln, einen Trimm-dich-Pfad, einen Hoch- und Niederseilgarten; im Winter Gelegenheit zum Eislaufen und Eisstockschießen. Am Ufer und um den See herum gibt es ausgebaute Wanderwege. Am Südufer ist das Baden kostenlos, aber ohne sanitäre Versorgung. 
Die Fischarten im See sind Hecht, Karpfen, Forellen, Schleie und Weißfische.